# 6 Heba
 6 Heba   (mednarodno ime 6 Hebe, starogrško starogrško Ήβη: Hébe) je velik asteroid tipa S v glavnem asteroidnem pasu.

## Odkritje
Odkril ga je Karl Ludwig Hencke (1793 – 1866) 1. julija 1847. 
Asteroid Heba je bil šesti odkriti asteroid. Pred njim je Hencke odkril še asteroid 5 Astreja. Ime Heba je predlagal Carl Friedrich Gauss. Heba je bila boginja mladosti v grški mitologiji. V rimski mitologiji ji je bila podobna boginja Juventas.
Prvotni asteroidi so dobili tudi astronomsko znamenje. Asteroid Heba je dobil znak 

## Lastnosti
Heba je po masi trinajsti največji asteroid , saj vsebuje približno 0,5 % vse mase asteroidov v asteroidnem pasu. Ima zelo veliko gostoto (celo večjo kot Luna in Mars). Po prostornini pa zaradi tega ni med 20 največjimi.
Po svetlosti je peti najsvetlejši med asteroidi v glavnem pasu. Večjo svetlost imajo še samo 4 Vesta, Cerera, 7 Iris in 2 Palas. Ima srednji navidezni sij v opoziciji +8,3, kar je skoraj enako srednji svetlosti Titana .
Svetlobne krivulje kažejo, da asteroid ni okrogel (ima veliko udarnih kraterjev), kar je verjetno posledica mnogih udarcev v preteklosti. 
Vrti se progradno. Severni pol asteroida kaže proti ekliptičnim koordiantam (β, λ) = (45°, 339°). To da nagib vrtilne osi okoli 42°.
Površina asteroida je precej svetla.

## Izvor meteoritov
Asteroid Heba je verjetno izvor H hondritov in IIE železovih meteoritov. Od vseh meteoritov, ki padejo na Zemljo predstavlja ta vrsta meteoritov okoli 40 %. To potrjujejo z naslednjimi opažanji:
- Spekter asteroida Heba se ujema s spektrom mešanice 60% H hondritov  in 40% IIE železovih hondritov
- meteoriti IIE niso pogosti med železovimi meteoriti, verjetno so nastali ob taljenju in ne kot deli jedra starševskega telesa
- meteoriti vrste IIE in H hondriti izhajajo iz istega starševskega telesa
- asteroidi s spektri, ki so podobni spektrom navadnih hondritov so zelo redki
- lega asteroida Heba je izredno primerna za nastanek asteroidov, ki po nastanku prečkajo tirnico Zemlje. Izvrženi delci lahko pridejo v Kirkwoodovo vrzel (resonanca 3: 1 pri 2,50 a.e.) in v bližnjo sekularno resonaco {\displaystyle \nu _{6}\,\!}
- od vseh asteroidov na tem področju je Heba največja

## Naravni sateliti
Asteroid Heba je 5. marca 1977 prišel v okultacijo z zmerno svetlo zvezdo (γ Ceti). Kot rezultat tega pojava so poročali o verjetnem obstoju lune (naravnega satelita), ki kroži okoli asteroida. 
Luna je dobila vzdevek "Jebe". Luna bi krožila okoli asteroida na razdalji 900 km, njen premer pa bi bil okoli 20 km..
Obstoj te lune še ni potrjen.